# John Lysak
John Lysak (* 16. August 1914 in Bound Brook; † 8. Januar 2020 in Fremont, Kalifornien) war ein US-amerikanischer Kanute.

## Biographie
Als John Lysak vier Jahre alt war, starb seine Mutter an der Spanischen Grippe. Daraufhin schickte sein Vater ihn und seinen Bruder Steve in ein Waisenhaus in New Jersey, da er sich außerstande sah, seine insgesamt vier Kinder allein aufzuziehen. Nach zwei Jahren zogen die Brüder nach Yonkers, wo sie begannen, mit selbstgebauten Booten aus Teerpappe und Fassdauben auf dem Hudson River zu rudern und traten schließlich dem lokalen Yonkers Canoe Club bei. John wechselte vom Rudern zum Kanusport.
1936 startete Lysak bei den Olympischen Spielen in Berlin mit James O’Rourke im Zweier-Kanu (Faltboot) über zehn Kilometer; das Duo belegte Platz sieben. Nach den Olympischen Spielen machte er seinen Abschluss am Springfield College, wo er kurz darauf seine Frau kennenlernte. 1939 gewann John und Steve Lysak mit weiteren Kanuten die nationale Meisterschaft im Vierer-Canadier. Steve Lysak startete zwölf Jahre später bei den Olympischen Spielen 1948 in London und gewann eine Gold- sowie eine Silbermedaille. 
Während dieser Zeit erlitt Lysak bei einem Autounfall schwere Verletzungen. Es hieß, dass er seine Hand nie wieder benutzen könne. Durch Gymnastik mit einem kleinen Ball gelang es ihm aber, seine Hand wieder beweglich zu machen. Im Zweiten Weltkrieg diente er bei der Marineinfanterie im Südpazifik. Anschließend zog er nach Fremont und arbeitete als Anstreicher. Während dieser Tätigkeit fiel er von einem Dach und brach sich beide Füße. Die Ärzte sagten ihm, er würde nie wieder laufen können, aber nach vielen Operationen und einem Jahr in der Reha brachte er sich selbst wieder das Laufen bei. Bis zum Alter von 88 Jahren blieb er im Wassersport aktiv.
John Lysak starb im Januar 2020 im Alter von 105 Jahren und 145 Tagen, womit er nach dem US-amerikanischen Schützen Walter Walsh der zweitälteste Olympionike aller Zeiten war. Nach dem Tod der Leichtathletin Simone Schaller am 20. Oktober 2016 galt er als der älteste noch lebende Olympiateilnehmer.